# 琳賽·夢露
琳賽·夢露是一個CSI犯罪現場：紐約劇集中的警探角色, 由安娜·貝爾納普所飾演.

## 背景
琳賽在蒙大拿州的博茲曼市成長，她的一些舉動在她的同事眼中看起來很奇怪，例如她會先脫鞋後再進入嫌犯家裡，但就本質上而言，她對於來自小城鎮的受害者似乎特別敏感。在她來到紐約的十年前，一個牽涉到一個女服務生與琳賽的三個好朋友的兇殺案，她是唯一的目擊證人。該事件促使她想要成為一個犯罪現場調查員，儘管她對那個事件還存在著深深的恐懼，並且發現自己很難跟犯罪受害者的母親們溝通，特別是看到那些年紀輕輕就殞落的女生。

## 工作
劇中，琳賽在被她的主管麥克·泰勒找來取代離職的艾婷（Aiden Burn），她因為被發現私自破壞證據而被開除，而在這之前，琳賽就已經在蒙太拿的伯斯曼當了三年的犯罪現場調查員。接著，根據史黛拉（Stella Bonasera）的說法，琳賽的貢獻與能力獲得麥克的注意，她證明了自己不僅僅是一個很好的犯罪現場調查員，還是一個稱職的訊問員。在第二季第5集"Dancing With The Fishes"一集中，丹尼在她上班第一天展現她勇敢、男性化的一面時，戲稱她是鄉下女孩(country girl)並叫她「蒙大拿（Montana）」；麥克在她撞倒一個比她高大許多的逃逸中嫌疑犯時，還開玩笑地說「妳在蒙太拿都是什麼吃些什麼啊？」。有時候當琳賽認為沒有更好的候選人時會親自上陣到最前線，例如在一個珠寶搶案中臥底並拯救了一個人質的性命。
在工作的第一周，她總是被交付所謂的苦差事，譬如說篩選老虎的糞便、在滿是潤滑油的游泳池中收集證據，還有鑽到垃圾桶中找一隻被丟棄的槍。
在第三季第10集"Sweet 16"，琳賽在犯罪現場被一隻從受害者車上逃走的眼鏡蛇所咬傷，藉此減少她再螢幕上出現的時間，因為演員安娜·貝爾納普在真實生活中懷孕了。
在第三季第12集"Silent Night"一集中，琳賽突然在抵達犯罪現場時離開，迫使史黛拉不得不頂替她。一開始，琳賽對於她的反常行為三緘其口，但後來終於清楚地知道是因為該犯罪現場，以及躺在驗屍台上的年輕女生屍體所引發一段十年前的謀殺事件的記憶。
在第三季第14集"The Lying Game"一集中，琳賽請假回到伯斯曼並為一個因為謀殺她的朋友的嫌疑犯丹尼爾·卡丹斯（英語：Daniel Kadence）出庭作證（時間恰好是安娜·貝爾納普實際上因懷孕而必須暫時告別螢光幕）。第三季第18集，當琳賽在法庭證人席上掙扎地回憶當時的狀況，丹尼‧麥瑟（Danny Messer）突然來到旁聽席，因為他的出現，琳賽才能平復情緒並且有信心地繼續陳述證詞指證該嫌疑犯就是開槍的人，該嫌犯也因此被認定有罪。
在第七季第1集"The 34th Floor"，延續第六季最後一集的劇情，琳賽因為射殺了尚恩·凱西而被授與勳章。琳賽掙扎地回憶當時的狀況，使得她對於治療的安排反感，還因為不想對於射殺尚恩·凱西這件事感到後悔而把勳章丟到了垃圾桶。後來因為有個機會跟調派到紐奧良的史黛拉討論這件事，接下來又被麥克跟丹尼說服她絕對有資格因為射殺尚恩‧凱西拿勳章，琳賽才釋然收下勳章。

## 關係
自從加入這個新團隊之後，琳賽大方坦率的個性以及對工作的認真與活力使她很快地就跟工作夥伴們變成了朋友，史黛拉也給了她很多關於在這個大城市生活與工作的建議。同時，跟丹尼一樣，似乎想要從麥克身上找到心靈導師以及父親的影像。

### 丹尼·麥瑟
丹尼在琳賽加入團隊的第一天就展現了對她的興趣，也漸漸無法掩飾對她的關心，經過工作上以及私底下的相處，兩人的關係越來越緊密。

#### 第二季
第三集，丹尼與琳賽初次見面，丹尼要琳賽稱呼麥克為「先生」(sir)，琳賽後來被麥克糾正說不要叫他「先生」，琳賽才知道丹尼是在逗她。
第七集，麥克阻止琳賽調查一個殘酷的犯罪現場，要她回實驗室待命，這讓琳賽不太高興，這時丹尼進到實驗室，並稱呼琳賽為「蒙大拿」 (琳賽的家鄉是位於美國中西部的蒙大拿州)，這讓琳賽更火大，要求丹尼不要這麼叫她，丹尼立刻道歉，並解釋麥克是擔心琳賽無法承受過於血腥的命案現場才會要她留守實驗室，琳賽表示「我什麼大風大浪沒見過。」暗示埋藏在她心中的痛苦回憶。
第十一集，丹尼意外被困在一個神秘富翁打造的密室中，琳賽得知後向史黛拉表達了她的擔心。
第十三集，丹尼搭地鐵回家的途中發現一具倒臥在鐵軌上的屍體，麥克穿著正式服裝到達現場勘驗，因為他正在參加市長的慈善晚宴。不久後琳賽也穿著禮服趕到現場，丹尼顯然對琳賽的打扮非常驚艷，琳賽說她剛剛在看歌劇，丹尼咕噥：「看來我已前都交錯朋友了。」
第十四集，丹尼在辦案過程中說了個笑話，麥克笑著走開，琳賽卻對丹尼說「麥克並不覺得好笑，他是在取笑你。」丹尼表示他比琳賽還更了解麥克。案子偵破後，琳賽邀請丹尼到一家酒吧聽爵士樂，赫然發現在舞台上表演的貝斯手就是麥克，琳賽對丹尼說：「看來你也不像你認為的這麼了解麥克。」丹尼笑著同意。
第十五集，丹尼在案件偵破後帶回一桌蟲蟲大餐，團員們面面相覷，只有琳賽毫不猶豫拿起一隻酥炸毛蜘蛛咬了一口，還說「不過就是蛋白質而已。」麥克見狀朝丹尼伸出手說：「我就跟你說她(琳賽)敢吃。」丹尼服氣地交出賭金。琳賽問丹尼：「你跟麥克打賭我不敢吃？」丹尼回答：「我不該懷疑鄉下女孩(country girl)的。」最後CSI成員們到麥克辦公室享用披薩，琳賽和丹尼則一起共進蟲蟲大餐。
第十六集，琳賽為了模擬犯罪現場，請丹尼幫忙抱著她踩過一個屋頂上的花圃，丹尼對琳賽說：「妳說要請我喝酒，但現在至少要一頓晚餐。」
第十九集，琳賽展現出她對美式足球的了解，丹尼：「這很危險，因為我可能會要求妳嫁給我。」
第二十集，琳賽於化驗中發現現場血跡中有丹尼的DNA，她於是直接告訴丹尼，而不是先告訴麥克。
第二十二集，一名與琳賽一樣來自蒙大拿的女孩遭到殺害，她與席德（Sid）在勘驗屍體時發現一些與家鄉有關的特徵並告訴席德，讓席德非常訝異。琳賽：「你以為丹尼叫我『蒙大拿』是因為我是49人的球迷嗎？」席德：「他那樣叫妳是因為他愛上妳了。」
第二十三集，前CSI成員艾婷遭到殺害，整個團隊悲痛萬分。與艾婷私交甚篤的丹尼更加憤慨。不認識艾婷的琳賽向史黛拉傾訴，說「丹尼總是在說關於艾婷的事。」
第二十四集，麥克、弗拉克（Don Flack）與琳賽於炸彈攻擊中受傷，本集結尾丹尼在弗拉克的病房外詢問琳賽願不願意讓他送她回家，琳賽欣然同意。本集最後原本有拍攝一段丹尼與琳賽走出房門後兩人接吻的劇情，因種種考量最後該情節被剪輯掉並未播出。

#### 第三季
第二集，三名少女結夥搶劫鑽石，卻遭到鑽石擁有者的報復，一名少女已經被殺並被迫透露另兩人的下落，歹徒挾持其中一人以威脅剩餘那名少女交出所有贓物，琳賽因此被勾起年少時期好友遭殺害的痛苦回憶，而自告奮勇以臥底身份代替少女與歹徒交手，丹尼十分擔心並竭力阻止，但琳賽心意已決。與歹徒交涉時因歹徒握有三名少女合照使得琳賽馬上被識破，丹尼隨即率先衝進現場救人，在其餘警力忙著逮捕歹徒以及搶救人質時，丹尼只顧著在閃光彈被觸發、一片狼籍的現場拼命喊著琳賽的名字，琳賽出聲回應後，丹尼立刻確認琳賽安全，並把她擁入懷中。
第三集，丹尼在對話中提及某天的晚餐約會被琳賽放鴿子，並且辦案過程中琳賽總是不理會丹尼對於兩人關係的各種明示暗示。案情偵結後，丹尼與琳賽單獨談話，丹尼問琳賽難道沒有感受到彼此對對方都是有好感的？琳賽坦承自己非常喜歡丹尼，但因為某種原因而暫時無法與他交往，丹尼只能體諒，並告訴琳賽如果有任何需要他都願意幫忙。
第五集，琳賽因案情的相似而深陷過往的回憶，使她忍不住對丹尼發飆，丹尼雖一頭霧水仍不時試圖逗笑琳賽讓她心情好轉。
第十二集，琳賽年少時期的夢魘揭曉，她十四歲時與三名友人聚會，在她去洗手間的同時外頭餐廳的女服務生與她三個朋友被槍手殺害，琳賽成為現場唯一的生還者以及目擊證人。
第十三集，琳賽向麥克與史黛拉坦承自己身為十年前謀殺案唯一證人的身份，並受到法庭傳喚即將回家鄉蒙大拿出庭作證，她即將離開紐約，卻未當面與丹尼道別，而是留了一張卡片給丹尼。丹尼因看到琳賽的卡片上寫著「很快再見面」並署名「蒙大拿」而感到開心。而琳賽在準備搭計程車到機場時，正好在路上看見丹尼往實驗室方向走去，她特別要求司機停車，看著丹尼的身影步入實驗室而消失在眼前時才再度驅車離開。
第十八集，丹尼因徹夜工作導致身心疲憊，甚至還出現幻覺以為琳賽還在實驗室裡走動，鑑識工作來到段落後麥克堅持要丹尼回家休息，然而剛打開家門的丹尼卻因突然的一個念頭「跟隨直覺」而再度離開家門。琳賽於蒙大拿法院外正準備出庭作證，必須回憶目睹好友被殺害的痛苦記憶使她備受掙扎，讓與她通話的史黛拉都感到不對勁。果然琳賽在庭上陳述證詞時，回想著當時的可怕記憶而陷入痛苦且無法清楚地描述案發場景，法官於是裁定隔日上午繼續開庭。隔日，琳賽於證人席上再度陷入痛苦的回憶之中，這時法庭的門打開，丹尼悄悄走進來並於旁聽席落座，與丹尼目光接觸後的琳賽表情立刻放鬆下來，呼吸也趨於沈穩，她開始冷靜地陳述證詞。最後，琳賽於旁聽席上與丹尼並肩而坐，兩人的手緊緊相握，一起聆聽法官宣判嫌犯有罪。琳賽終於放鬆了下來，丹尼與琳賽擁抱，正當兩人要接吻時媒體與閃光燈蜂擁而上，兩人相視而笑，丹尼隨即牽著琳賽離開了法庭。
第十九集，琳賽回到工作崗位與丹尼一起偵辦一樁廚師被謀殺的命案，當琳賽展現出她對紅酒的知識，丹尼：「妳什麼時候對紅酒這麼內行了，蒙大拿？」琳賽：「我們不是只有啤酒和水牛捲餅好嗎，麥瑟。」令丹尼忍不住笑了出來。
第二十四集，丹尼與琳賽前一晚相約在丹尼家打撞球，隔天早上兩人只裹著被單在撞球桌上醒來，丹尼：「我很高興這一切終於發生了。」經過這一晚兩人終於確立了關係。琳賽早上有班，原本上晚班的丹尼不捨得叫醒琳賽就偷偷跟琳賽換班，沒想到丹尼接替琳賽偵辦毒品案件，在倉庫搜查現場時與亞當（Adam Ross）以及其他警察遭到販毒集團挾持，被痛打折磨。販毒集團靠著縝密的計畫與威脅亞當而來的實驗室門禁卡及密碼潛入CSI總部，把實驗室搞得人仰馬翻。琳賽醒來看到丹尼留下的訊息，趕到實驗室才發現事態嚴重，於是穿上防彈背心與弗拉克一起到倉庫攻堅。丹尼利用亞當鑑識箱裡的硫酸趁機攻擊歹徒，同時弗拉克以及攻堅警力到達，成功控制倉庫內的形勢。琳賽焦急地來到傷痕累累的丹尼身邊扶著他離開現場。琳賽：「對不起。」丹尼：「為什麼道歉？」琳賽：「你是跟我換班的，你本來不用經歷這一切。」

#### 第四季
丹尼與琳賽的感情在本季遭遇前所未有的挑戰。
第七集，丹尼與琳賽共同偵辦一起在博物館門口的兇殺案，丹尼發現第一個到達現場發現屍體的民眾目光一直在琳賽身上，於是說：「那個人好像對妳有意思。」琳賽不以為意，丹尼隨即開始與琳賽模擬案發現場彈道的位置以尋找子彈，丹尼反手將琳賽固定在身前，琳賽趁機用指頭戳向丹尼肚子。為了模擬子彈射中圓柱後反彈的軌跡，琳賽用鑑識包中的材料製作了一把簡易彈弓，丹尼：「妳在蒙太拿是不是都用這東西發射石頭打松鼠？」琳賽：「不，我都拿來打男生。」
第十一集，與丹尼居住在同一棟公寓的11歲男孩魯本（Ruben）被殺害，丹尼感到非常自責，琳賽試圖安慰他，但他因心情過度背痛而沒有接受琳賽的安慰。
第十三集，丹尼因故曠職，琳賽私下請弗拉克幫忙找丹尼，並在麥克問起時替丹尼撒了謊。另一方面丹尼曠職是因為他正在找魯本的母親莉琪（Rikki），莉琪因為想要親手為兒子報仇而把丹尼的警用配槍偷走，弗拉克與丹尼找到莉琪並且說服她打消報仇念頭，弗拉克因莉琪確實犯下偷竊警用配槍的罪刑欲將她逮捕，卻被丹尼阻止，丹尼還對弗拉克說「不要多管閒事。」弗拉克表示自己是以身為丹尼為好友的立場才更不得不插手，要丹尼別再將魯本的死歸咎於自己，但丹尼說「我怎麼能這麼做？」。丹尼堅持送莉琪回家。
第十五集，由對話中得知丹尼忘記了琳賽的生日。丹尼：「男生才不記這種東西，我們只記得運動比賽的日期還有牛排的部位。」琳賽：「牛肉的部位？你穿幫了。」
第十六集，琳賽從實驗室打電話給在家的丹尼，問他是否要在上班前一起吃午餐，丹尼邊下廚邊在電話中拒絕了琳賽。電話掛上後，莉琪走來，兩人經過了一夜纏綿，丹尼想留下莉琪卻被莉琪拒絕。丹尼到實驗室，琳賽不高興地將目前為止的辦案進度資料交給丹尼後就走了出去。隨後，琳賽與丹尼在辦案的空擋談及此事，丹尼試圖裝作沒事，但琳賽的告白立刻讓他充滿罪惡感。

丹尼：「妳還要氣我到什麼時候？」

琳賽：「所以現在是我在氣你是嗎？」

丹尼：「因為我忘了妳的生日？聽著，我昨天只是不想吃午餐而已，這有什麼大不了的？」

琳賽：「拜託，丹尼，別把我想成小心眼又黏人的女朋友，好嗎？羅本的死讓我覺得好像失去了一個很好的朋友（指丹尼），但也請不要誤以為那是忌妒。我知道失去在乎的人是什麼感覺，那種你今天還見的到他，但明天他就不見了，而且你知道你再也見不到他了。我並不指望你能夠很快走出傷痛，但很顯然你打算自己應付這一切。好，我懂了，是我的錯，因為我以為你會需要有個人來依靠，既然如此我就不是氣你，而是氣我自己，因為我讓我自己愛上你，但現在我卻要想辦法放下這件事！」
第十七集，丹尼與琳賽在一起檢驗證物時隨口說出了同一句電影台詞，丹尼順勢問琳賽：「不如我們把這部片子租回去一起再看一次。」琳賽的表情馬上冷了下來，頓了一下後她說：「這真的太難了。」然後就離開實驗室，留下失落的丹尼。正好那幾日有督察來對實驗室的成員做評鑑，直接目擊琳賽把證物未經防護就大剌剌的擺在桌上離開，督察告知麥克，麥克在辦案過程順帶向琳賽提起這件事，琳賽：「但丹尼還在那裡呀。」但她馬上道歉，承認這不是個藉口。麥克表示比起評鑑他更擔心琳賽的狀況，琳賽則洩氣地說：「我不該跟我的同事談戀愛的，這太愚蠢了。」
第十九集，丹尼努力試圖挽回琳賽的心。在丹尼與琳賽一起從席德那裡接過即將要化驗的證據後，丹尼向琳賽表示兩人必須談一談。琳賽：「現在？我不覺得這是好的時機跟地點。」丹尼：「那好，妳說說看什麼才是對的時機。」琳賽看著丹尼，思考了一下，然後回答：「老實說，我不知道。」隨即轉身離開。

案情偵結，琳賽下班後於雨中漫步散心，這時丹尼來電，琳賽看了看後把電話接起。＜br/>
琳賽：「嘿。」

丹尼：「嘿，妳在哪？」

琳賽：「雨中漫步，這是蒙太拿人的做法，你不懂。」

丹尼：「搞不好我懂，搞不好，很多事情我現在都已經懂了，妳覺得呢？」

琳賽：「像是什麼？」

丹尼：「像是...我有多後悔把妳拒於門外。」

琳賽：「丹尼，我試著要給你一些空間，但我不知道我還能撐多久，這已經漸漸開始影響到我的工作，也傷了我的心。」

丹尼：「我知道，我真的知道，我跟上帝發誓不會再有下一次了，事實上我真的很想妳，比我所能形容的還要想妳，雖然我不知道該怎麼說。」

琳賽：「你知道要愛一個像你這樣的人有多難嗎？」

丹尼：「那妳要不要來我這裡親口告訴我呢？拜託？」

琳賽：「......我得走了。」
第二十集，霍克（Sheldon Hawks）叫琳賽「蒙太拿」，琳賽說已經很久沒有人這麼叫她了，霍克道歉，但琳賽又說她好像有點懷念被這麼叫。

#### 第五季
第九集，丹尼在本集一開始就像是在對某人告解他與琳賽的關係，他向對方形容琳賽對他而言有多麽特別：「我從沒見過像她那樣的女孩」，但隨即發生了某件事情令他「我不知道該怎麼辦」。劇情開始帶出案件，一名懷孕的少女被棄屍在後車廂，史黛拉與丹尼到醫學中心訊問婦產科醫師時，丹尼正好看見琳賽從診間出來，琳賽立刻離開。丹尼在實驗室一看到琳賽現身馬上追上去追問，琳賽閃躲著丹尼的詢問，卻突然覺得反胃作嘔而衝進洗手間，這時帶出丹尼的旁白：「但我就是無法責怪她什麽都不說，因為，不久前...我搞砸了，我一直跟另一個女人在一起。我沒告訴她，但我覺得她知道。幾個月後我們又在一起了，但狀況卻變得有點不同。」畫面上琳賽從洗手間出來，她終於告訴丹尼她懷孕了，丹尼驚訝地說不出話，琳賽則給他一張超音波照。丹尼問琳賽為什麼不告訴他，琳賽：「因為我了解你。」丹尼：「什麽叫做了解我？」琳賽：「意思是我並不指望你！」隨後劇情推展至被害人的父母哈里斯夫婦（Mr. and Ms. Harris）因女兒死亡而悲痛萬分，但也急於尋找女兒臨死前被剖腹誕下的男嬰，丹尼看著手裡的超音波照片更加不安。最後，丹尼陪同被害人哈里斯夫婦一起等待兒福機構將男嬰帶回，原來因為哈里斯夫婦與丹尼閒聊時的一句「警探，你有孩子嗎？」讓丹尼有感而發把自己與琳賽的矛盾全部向哈里斯夫婦傾訴，最後哈里斯先生告訴丹尼：「不管你的決定是什麽，都不要後悔。」並且在琳賽進來告知兒福機構的人已經到來時，哈里斯太太對兩人說：「祝你們兩位好運。」
第十集，丹尼上班途中遇到地鐵事故而被迫耽擱，他與琳賽通電話時問她與寶寶感覺如何，琳賽回答「她很好。」丹尼：「她？（She?）」琳賽：「或者他（He），放輕鬆點，現在說這些還太早。」丹尼跟琳賽說有重要的事情要跟她聊聊，但當琳賽問起是什麼事時，電話就因通訊干擾而被切斷了。上班的空擋，琳賽告訴亞當她要離開一下去確認一項證據，但實際上卻偷跑下樓買東西吃，丹尼跟著她到樓下：「我看見妳往出口移動了。」
琳賽：「我好餓，我的婦產科醫師叮嚀我不可以忽視自己的食慾。」

丹尼：「好，我問妳，妳們家族有什麼遺傳病史嗎？」

琳賽：「沒有。你呢？」

丹尼：「沒有，那有精神疾病？」

琳賽：「沒有。」

丹尼：「那有沒有一些成癮傾向？多一根手指？多一根腳趾？」

琳賽：「沒有。」

丹尼：「沒有？那自然分娩或是...毒品？」

琳賽：「呃，都沒有。」

丹尼：「想要男生還是女生？」

琳賽：「健康就好。」

丹尼：「好...妳要嫁給我嗎？」

琳賽：「（看著丹尼半晌）......不要。」

之後，琳賽在實驗室裡化驗證物時，突然意識到實驗室裡的器材都是具有危險性的化學藥品，正好史黛拉進來，琳賽便藉著「我朋友」的名義詢問實驗室裡的藥劑是否會對孕婦肚子裡的寶寶產生不好的影響，史黛拉向琳賽保證一切都很安全，並問琳賽「但寶寶總有爸爸吧？她應該不是一個人？」琳賽：「是啊，當然了，他是個很棒的人，我只是不確定他準備好了沒。」史黛拉告訴琳賽倘若她朋友身邊有像琳賽身邊一樣的好同事，一定能支持並理解她，史黛拉似乎在對答中得知這位「朋友」就是琳賽本人，於是對話的最後史黛拉跟琳賽說「替我恭喜妳朋友」。最後，案件偵結後，丹尼與琳賽兩人在實驗室的走廊上正要走向某處。

丹尼：「所以...妳打算告訴我為什麼妳不願意嫁給我了嗎？」

琳賽：「我不是說我不嫁，而是...我覺得現在不是個好時機。」

丹尼：「不是好時機，還是不是對的人？」

琳賽：「丹尼，我知道我給過你很多壓力，我們都有點被沖昏頭了，但不管接下來我們決定要如何，我都希望那是出於一個最正確的原因，你也希望順其自然而不是被強迫吧？」

丹尼：「當然。」

琳賽：「對嘛，所以聽好了，我哪裡都不去，我知道你也哪裡都不會去，但這已經不僅僅是關於我跟你了，所以我們一步一步來，好嗎？」

丹尼：「好...既然這樣，在我們進去之前，我想告訴你一件事。」

丹尼：「那就是，我愛你。」

琳賽：「我也愛你，丹尼。」

隨後兩人走進麥克的辦公室，一起告訴麥克他們倆有了孩子的消息，麥克非常誠摯地恭喜他們。
第十一集，丹尼跟亞當說如果亞當能找出證據的來源他就請亞當喝酒，亞當要丹尼把錢留著，以後還有很多地方要花。丹尼：「哪裡要花錢？尿布嗎？尿布能多貴？」亞當告訴丹尼養育一個小孩到十八歲至少要花15萬美金，這還不包括大學學費，這時他看見琳賽朝這裡走來，亞當於是說「但如果兩個人的收入加起來就沒那麼辛苦了」。琳賽走近，丹尼問她覺得怎麼樣，琳賽說她好像感覺到寶寶踢了她一下，丹尼非常高興，拉著琳賽到牆邊撫著琳賽肚子想要感受寶寶的動作，琳賽說現在好像沒在踢了，於是丹尼說下次寶寶再踢她一定要找到丹尼讓他也感受一下。
第十二集，丹尼與琳賽各自負責不同案件，但兩個案件的被害人都是同一位強姦犯的受害者，於是實驗室眾人一起討論案情時，推測是否有巧合的可能，琳賽舉出「約翰·亞當斯與托馬斯·傑斐遜同樣死於美國獨立宣言簽訂後的五十年那一天」等等充滿驚人巧合的真實故事。隨後，丹尼與席德討論到兩個毫無交集的死者身上竟同時出現同一人血跡時，席德也說「馬克吐溫生於哈雷彗星出現那天，且也死於下一次哈雷彗星出現的那天，整整75年。」丹尼聽完問席德：「哇，你最近是在跟琳賽約會嗎席德？」
第十七集，丹尼準備要出外勤至命案現場勘查，而琳賽即將回蒙太拿探望父母（演員安娜‧貝爾納普向劇組請產假），兩人在實驗室電梯前短暫告別。丹尼：「所以要回蒙太拿妳很高興吧？」琳賽：「是啊，我迫不及待想讓我媽媽看我懷孕的樣子，如果做媽媽的看到女兒懷孕應該很酷吧。」丹尼：「如果妳肚子裡的是個女孩，我不會讓任何男人有機會靠近她讓她懷孕。」之後丹尼在麥克的辦公室與他討論案情，但琳賽經過辦公室附近時丹尼總是忍不住將眼神瞥向她，麥克發現後跟丹尼說琳賽很快會回來，要他不用擔心，丹尼趁機告訴麥克他已向琳賽求婚卻被拒絕，因為琳賽認為丹尼是因為她懷孕了才求婚，丹尼告訴麥克他是真的愛琳賽，卻對自己沒有信心，怕自己會讓琳賽失望。麥克以自身例子開導丹尼，說自己因為與妻子克萊兒（Clair Conrad）從不急著要孩子，卻在天人永隔後成為終身的遺憾。麥克告訴丹尼孩子是上天賜給兩人的禮物，祂讓兩人在一起有祂的用意，要丹尼放寬心做一個好爸爸。
在琳賽準備離開紐約的前一天，丹尼說要帶琳賽去見重要的「朋友」，琳賽一頭霧水地跟著走，卻看見紐約市政辦公室提醒「登記結婚請備妥25元匯票」的看板，琳賽這才知道丹尼要帶她去哪裡。

琳賽：「丹尼...」

丹尼：「我不想再提心吊膽了，妳和我，我們是天造地設的，懂嗎？妳就是我一直在尋找的那個人，我想要跟妳在一起，我可以成為妳心目中的那個人，我知道我可以，我就是那個人。」

琳賽：「我知道你是。」

丹尼：「那我們就一起進去（辦公室），走吧，就這麼做，我們一起迎接這個改變。」

琳賽：「...你帶錢了嗎？（笑）」

兩人一起推開辦公室的門，琳賽驚喜地發現所謂重要的「朋友」就是麥克與史黛拉，準備為兩人證婚。史黛拉為琳賽帶來花束，麥克則將婚戒交給丹尼。回顧自相識以來的點滴，丹尼與琳賽正式登記結婚。
第十八集，丹尼與麥克討論案情，麥克向丹尼問起琳賽在蒙太拿的近況，丹尼：「她很好，她說自己看起來像鯨魚，而且無聊得要命。她在她母親家裡發現一隻死掉的蜜蜂，讓她想用警示線把現場圍起來然後開始勘查犯罪現場。」麥克：「你下次跟她通電話時，告訴她我們都很想念她。」隨後丹尼、麥克與弗拉克準備到一個倉庫逮捕嫌疑犯，丹尼因為忘記帶防彈背心而被麥克要求留在車上，沒想到麥克與弗拉克將犯人追出倉庫，逃入另一間工廠，正好被丹尼目擊，丹尼於是跟了進去，卻在沒有穿著防彈背心的情況下與火力凶猛的嫌犯數度交手，最後丹尼藉著掩護，隔著玻璃牆擊中嫌犯，並在嫌犯斷氣前取得證詞，確認該名嫌犯就是兇手。回到實驗室後，丹尼扔掉沾滿血漬的襯衫，在鏡子前看著同樣沾滿血漬的雙手，回想槍戰時的驚險，意識到自己可能差一點就得面臨死亡，他發現婚戒上沾滿血漬立刻打開水龍頭清洗，同時手機鈴聲響起，是琳賽打來的，丹尼擦乾雙手拿起電話，看著來電顯示也忍不住微笑，他接起電話，告訴琳賽這裡「還是老樣子。（Same old same old over here.）」